# Untere Kleinmichelesmühle

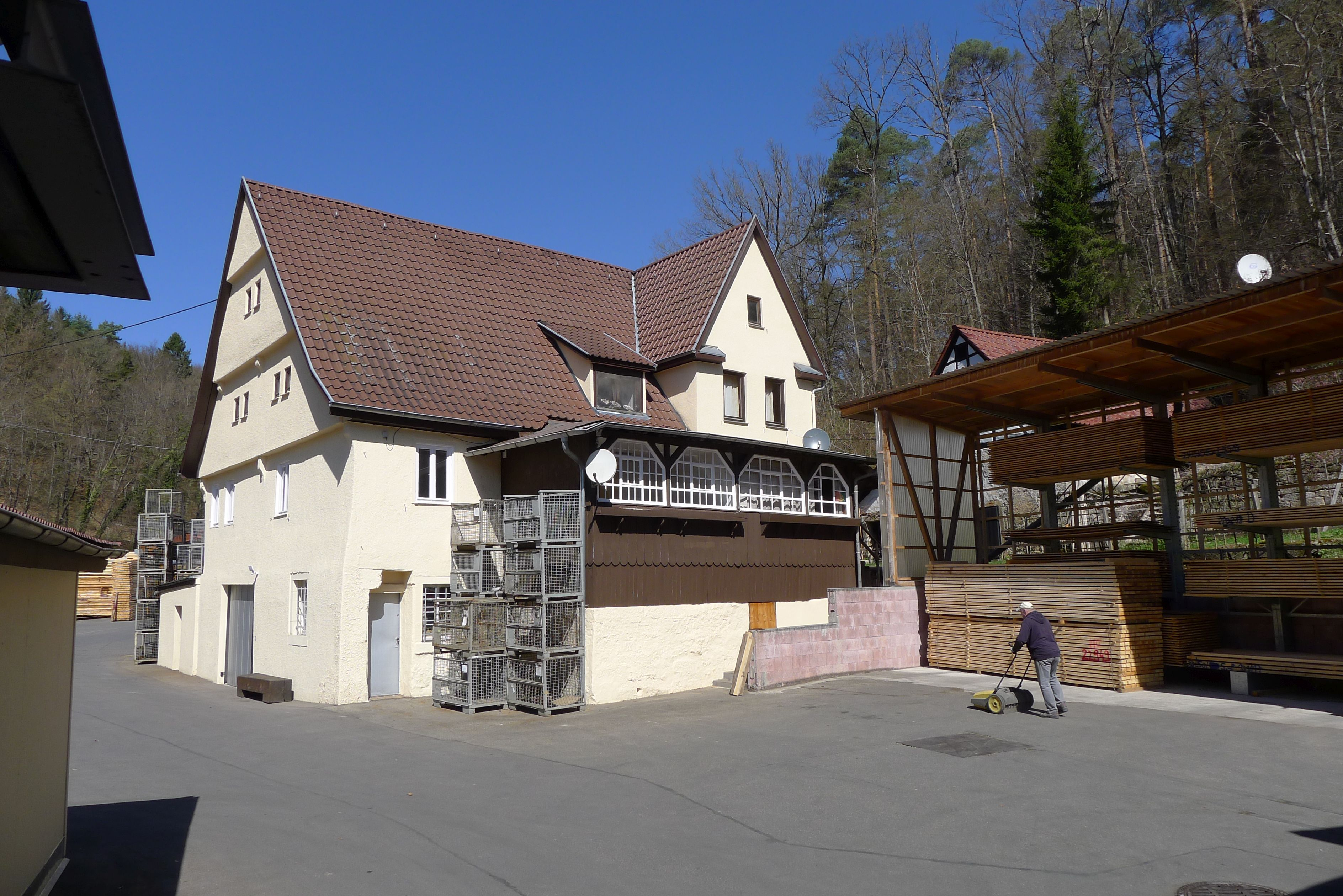
Untere Kleinmichelesmühle

Die Untere Kleinmichelsmühle im Siebenmühlental ist eine erstmals 1417 urkundlich erwähnte Getreidemühle. Sie gehört zu Plattenhardt, einem Stadtteil von Filderstadt. In der Reihe der Mühlen ist sie an zehnter Stelle – etwas versteckt auf dem Grundstück des Sägewerks gelegen. Das Mühlengebäude wurde im 17. Jahrhundert errichtet. Erst 1907 wurde sie zum Sägewerksbetrieb umgebaut. Das Sägewerk wurde früher mit Wasserkraft und heute mit Strom betrieben.

## Geschichte
Die Untere Kleinmichelesmühle wurde 1417 „Schrufels Milin“ erwähnt. Das heute erhaltene Mühlengebäude wurde wohl in der Mitte des 16. Jahrhunderts erbaut. Um das Jahr 1711 wurde „Klein“ Michel Weinmann (1683–1750), Sohn des Michel Weinmann(1659–1711) Besitzer der Mühle, er war ebenfalls Betreiber der Oberen Kleinmichelesmühle.
Dieses Besitzverhältnis wirkte sich auf die Namensgebung beider Mahlstätten aus. 1907 baute Rudolf Waidelich (1882–1971) die bis zu diesem Jahr als Getreidemühle genutzte Mühle zur Sägemühle um. Seit 1996 ist der Betrieb in das Sägewerk „WW-Holz“ und „Holzland“ aufgeteilt. Diese Entwicklungen führten zu einer bedeutsamen Ausdehnung der Betriebsfläche um die Mühle.

## Mühle und Mühltechnik
Das Hauptgebäude der Unteren Kleinmichelesmühle zählt zu den ältesten im Tal. Der zweistöckige Fachwerkbau mit Vorkragungen und Knaggen wurde mittels Dendrochronologie auf das Jahr 1588 datiert. Unter dem farbigen Putz wird ein aufwändiges Fachwerk vermutet. Als Getreidemühle besaß die Untern Kleinmichelesmühle einen Gerbgang sowie zwei Mahlgänge.
Nach dem Umbau zur Sägemühle fungierte bis 1943 ein oberschlächtiges Wasserrad als Antrieb, in diesem Jahr wurde es durch eine Turbine ersetzt. 1948 erhielt die Mühle einen Stromanschluss, was es ermöglichte Elektromotoren anzutreiben.

## Besonderheiten

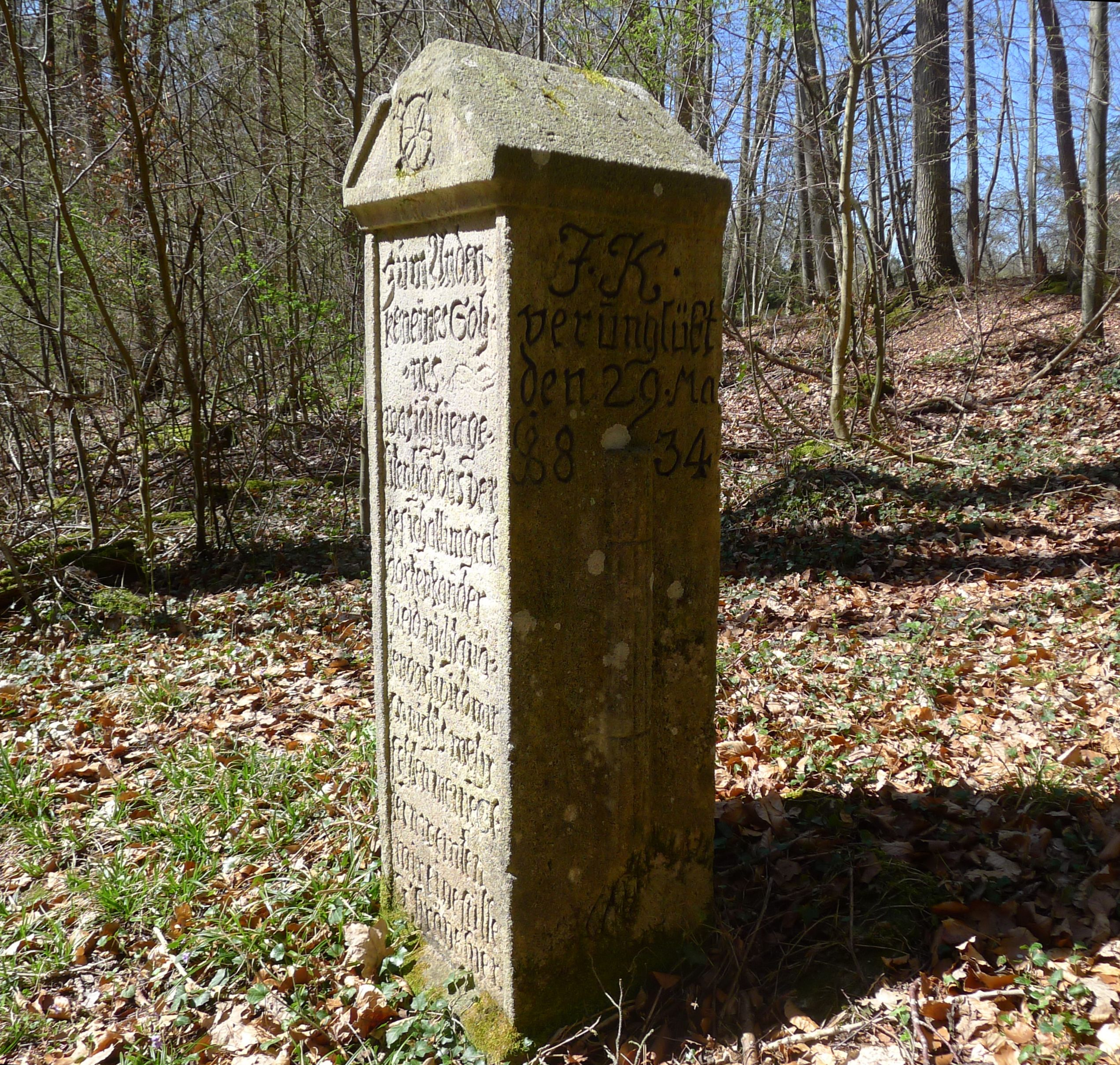
Gedenkstein für Jakob Kämmerle

Im Waldgebiet oberhalb der Mühle befindet sich ein aufwendig bearbeiteter Gedenkstein aus dem Jahr 1834, der an den dort bei einem Holztransport verunglückten Jakob Kämmerle, Müllersohn auf der Unteren Kleinmichelesmühle erinnert.